# 복합운송주선인
복합운송주선인은 복합운송 체계의 전문적인 운송지식과 노하우를 바탕으로 화주의 운송업무를 대행하여, 국제간의 교역화물을 송화인의 생산공장에서 수화인의 창고까지 여러 단계의 운송과정과 제반절차를 신속하고 원활하게 접속하여 일관 운송서비스를 제공하는 업무를 하는 직업이다.

## 같이 보기
- 운송주선인
- 국제운송주선인
- 복합운송인